# Рома Прийма-Богачевська
Рома Прийма-Богачевська (англ. Roma Pryma-Bohachevsky, * 1927, м. Перемишль —  23 травня 2004) — українська танцюристка, хореографка й педагогиня, прима-балерина Львівської опери, згодом прима-балерина театрів Австрії, зокрема в Інсбруку (солістка балетної трупи Національного театру) і Зальцбурзі, у Королівському балеті у Вінніпезі. Своїм модерним драматичним танцем підкорила провідні мистецькі центри — Нью-Йорк, Париж, Мюнхен, Відень, Женеву, Лондон, Торонто, Афіни.

## Життєпис
Народилась в музичній сім'ї у Перемишлі. Мати, Іванна Шмериковська, була професійною піаністкою, віолончелісткою і співачкою й мала великий успіх у міжвоєнній Галичині. Батько-лікар теж був небайдужим до мистецтва, тож в їхньому домі завжди лунала музика або велися цікаві розмови про неї.
Виховувалась у Львові, де почала мистецьку кар'єру. Вже у 5 років Рома пішла до танцювальної зали. У 8 вступила до школи ритмічного танцю за методикою Еміля Жак-Далькроза у Львові, згодом до балетної школи Львівської опери. Випускниця школи модерного танцю за вігманівською системою М. Броневської.
Із 13-ти років Рома Прийма танцювала в Львівській опері — в операх «Аїда», «Кармен», «Фавст», балетах «Дон Кіхот», «Серпанок Пєреті» та ін.
Виступала у Львівському театрі опери та балету впродовж 1939-1944 років.
1944 Рома та її мати переселилися до Австрії, де через 3 роки вона з відзнакою закінчила Академію музики і драматичного мистецтва у Відні (студії під керівництвом Грети Візенталь). Згодом стала солісткою балетної трупи Національного театру в Інсбруку і Зальцбурзі.
Удосконалювала знання та техніку у хореографа Г. Кройцберга. Після зустрічі з Гаральдом Кройцбергом на своїй віллі в Альпах почала зосереджуватися на експресіоністській хореографії.
Після переїзду до Канади виступала як солістка в Королівському балеті у Вінніпезі, танцювала в театрі знаменитої балерини Рут Сорель у Монреалі.
1951 стала громадянкою США і оселилася в Нью-Йорку, де танцювала із відомою танцювальною групою Марти Ґрем.
Разом із матір'ю як акомпаніаторкою здійснила концертне турне з оригінальною програмою «Танці і характери України» культурними центрами Канади, Північної і Центральної Америки й упродовж п'яти років концертувала Європою і найбільшими містами США.
1963 у Римі одружилася з оперним співаком (бас-баритон) Юрієм Богачевським, невдовзі подружжя вирушило у спільне турне Італією, згодом виступали в Австрії, Швейцарії, Німеччині.
Після повернення до США створила власну школу балету та українських народних танців у Нью-Йорку, Йонкерсі, Ньюарку. Балетна школа Роми Прийми здобула популярність своїми великими балетними постановками — «Попелюшка», «Квіт папороті» (1970), «Пригоди Пер Ґінта» (1973). Як хореографка-постановниця тяжіла до драматичного, експресивного мистецтва, в якому намагалася розкрити таємниці людської підсвідомості. Водночас надзвичайно вміло у своєму індивідуальному танці поєднувала класичний вишкіл і український фольклор.
Як педагогиня провадила для дітей літні курси-табори українських танців, які були дуже популярними серед української діаспори.
1978 створила ансамбль «Сизокрилі» і стала його мистецькою керівницею.
1992 здійснилася заповітна мрія української танцюристки — вона разом із ансамблем «Сизокрилі» та своїми дітьми відвідала рідну землю і виступила у Львові, Києві, Харкові й Івано-Франківську.
Навіть на схилі літ Рома Прийма-Богачевська дивувала навколишніх своєю життєрадісністю і невтомною енергією. Легендарна прима-балерина все своє життя присвятила служінню Терпсихорі, пам'ятаючи при цьому про своє походження і популяризуючи на кожному кроці свою національну культуру.

## Постановки
- повні балети: «Попелюшка» (1967, в головній ролі — Квітка Цісик)[3], «Квіт папороті» (1970), «Пригоди Пер Ґінта» (1973);
- хореографічні креації: чайка, ікона, верховина, жах війни, відьма, мамона;
- танцювальні креації: «Ікона» (з нагоди 1000-ліття християнства в Україні), «Чорнобиль», «Боротьба за волю» та «Сюїта Івасюка».